# بير إكستروم
بير إكستروم (بالسويدية: Per Ekström)‏ هو رسام سويدي، ولد في 23 فبراير 1844 في Segerstads socken ‏ في السويد، وتوفي في 21 يناير 1935 في Mörbylånga ‏ في السويد.

## معرض صور

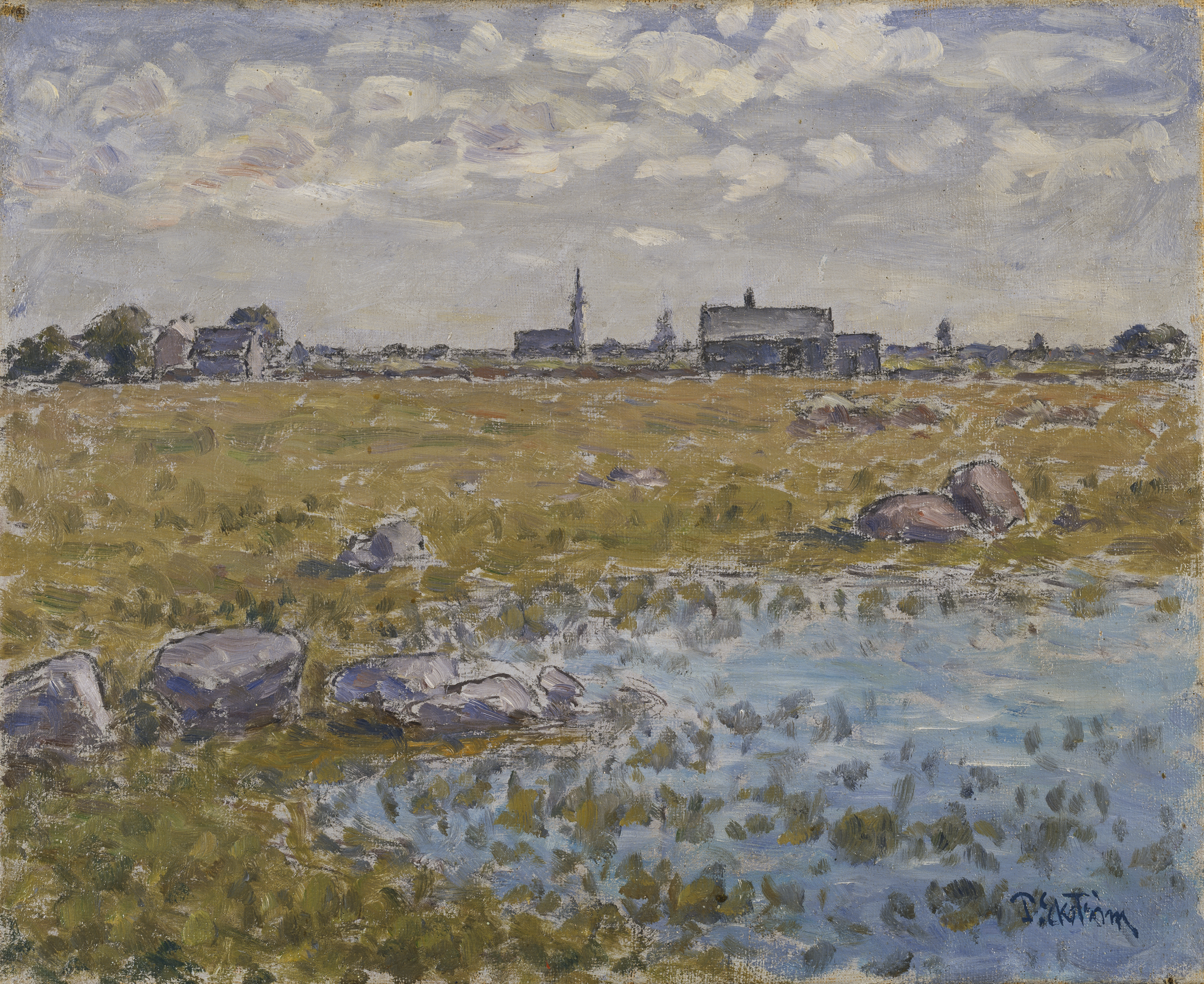
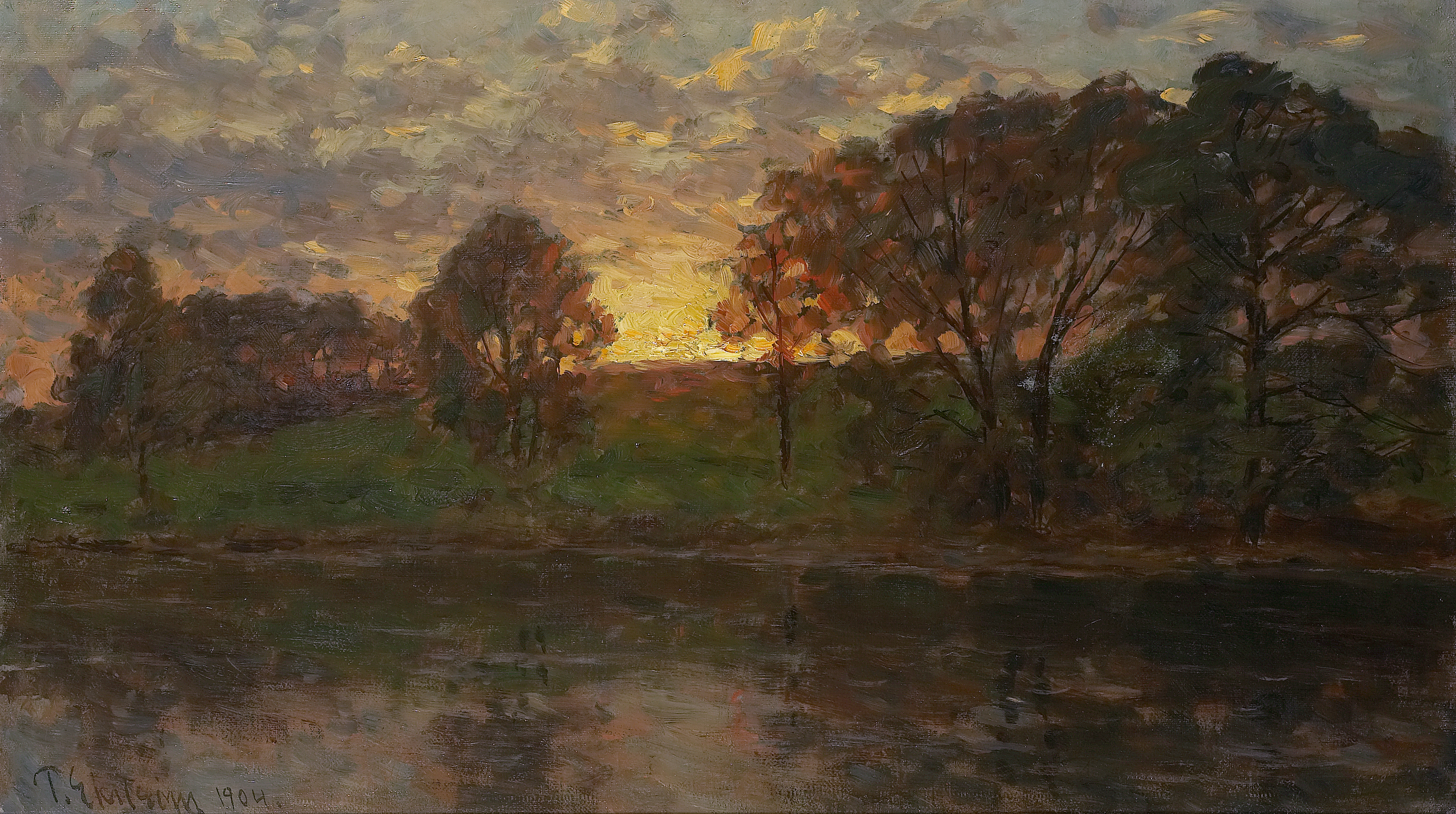
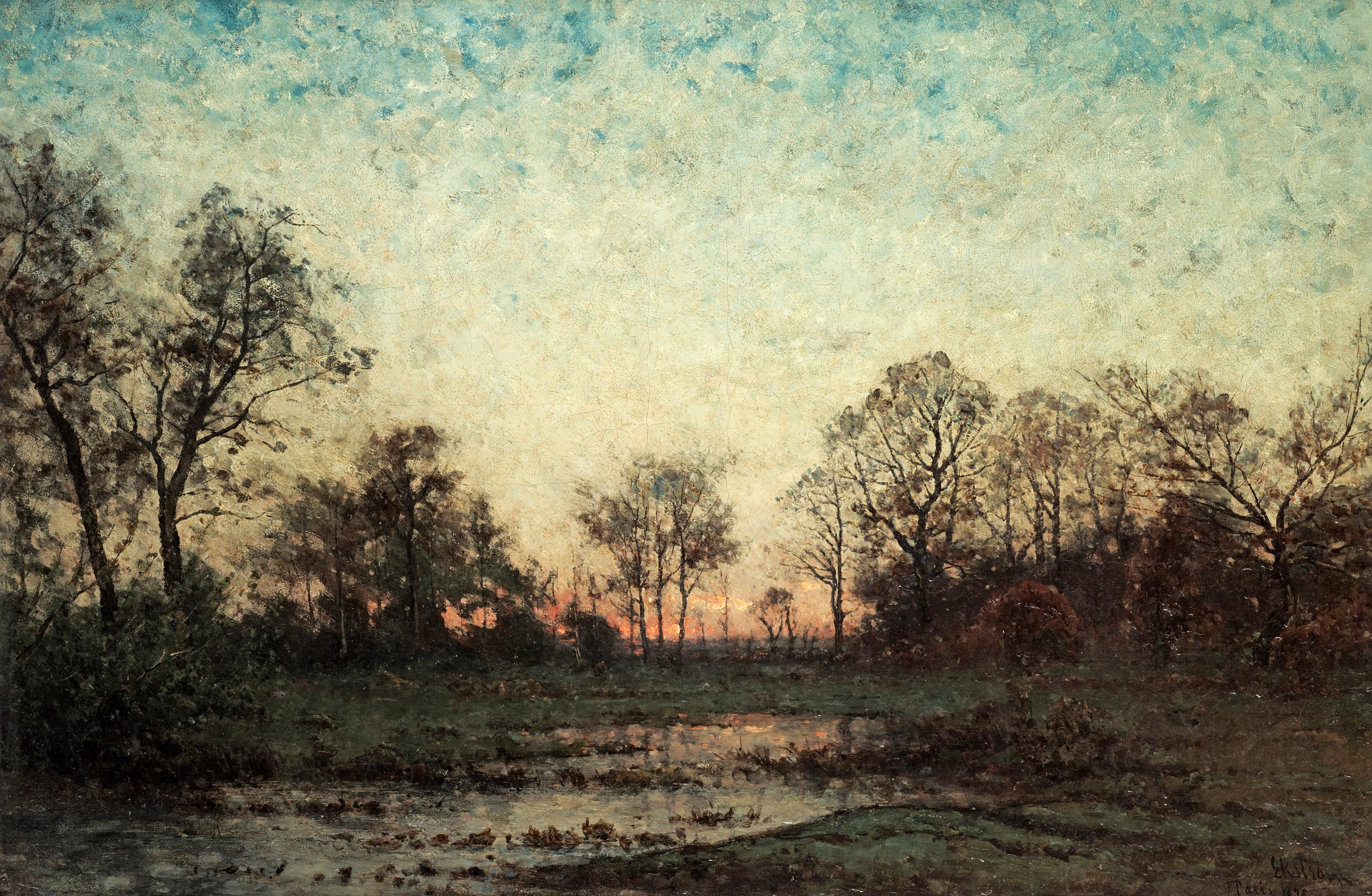